# AXN Black
AXN Black – kanał telewizyjny będący własnością medialnego skrzydła (Sony Pictures Television International) japońskiego koncernu Sony.

## Logo
| Data                                | Opis                                                                      | Ilustracja |
| ----------------------------------- | ------------------------------------------------------------------------- | ---------- |
| 1 października 2013 - 22 marca 2016 | Logo AXN, pod nim czarny napis BLACK, a pomiędzy nimi szara litera X.     |            |
| od 23 marca 2016                    | Czarny napis AXN, w N czarna piramida, a pod literą N czarny napis Black. |            |

## Historia
AXN Black rozpoczął nadawanie w październiku 2013 roku. Razem z kanałem AXN White zastąpił dotychczas istniejące kanały AXN Crime i AXN Sci-Fi. Kanał jest dostępny w Polsat Box, Platforma Canal+ i Orange TV, a także w wybranych sieciach kablowych.

## Dostępność
- Polsat Box - pozycja 37
- Platforma Canal+ - pozycja 122
- Vectra - pozycja 308

## Oferta programowa
- Agenci NCIS
- Akcja konspiracja
- Amerykańscy bogowie
- Andromeda
- Breaking Bad
- Bohater
- Blade Runner 2049
- Conan
- Czarne złoto
- Drwale
- Ekstremalna kuchnia
- Gwiezdne wrota: Wszechświat
- Hannibal
- Hatfields & McCoys: Wojna klanów
- Jazda próbna
- Justified: Bez przebaczenia
- Królowie gratów
- Łowcy duchów
- Łowcy głów
- Mięsożerca
- Na gorącym uczynku
- Nikita
- Nowe przygody Tarzana
- Pogromcy kaczek
- Prawdziwi
- Projekt Bikini
- Robot Chicken
- Samochodowe rewolucje
- Spartakus: Krew i piach
- Star Trek: Enterprise
- Star Trek: Stacja kosmiczna
- Tajemniczy element
- Tożsamość szpiega
- Ucieczka w kosmos
- Władca zwierząt